# 蠣崎広武
蠣崎 広武（かきざき ひろたけ）は、江戸時代前期から中期にかけての武士。松前藩の家老。松前藩守広系蠣崎家5代。

## 略歴
4代・蠣崎広明の子として誕生。
延宝9年（1681年）に父が死去したため、跡を継いだ。宝永5年（1707年）に家老となる。清廉潔白な人物と伝わり、藩主・松前矩広の補佐をよく務め、アイヌにも雑穀栽培を教えて奨励するなどした。享保元年（1716年）7月8日に変死した。享年38。跡を子・広栄が継いだ。
松前藩では広武の死の前年（正徳5年（1715年））に矩広の継嗣である富広が早世して継嗣問題が発生しており、また広武自身の著である『官庫日記』の正徳6年（1716年）3月から5月半ばの記載が欠けており、継嗣問題に巻き込まれた自殺との説がある。